# Kim Ha-eun
Kim Ha-eun (de nacimiento Kim Hyun-jin) es una actriz surcoreana. 

## Carrera
Conocida por sus papeles en la serie de televisión Conspiracy in the Court, y Cazadores de Esclavos.
También es CEO de la tienda de ropa en línea 301호 고양이 (www.301cats.com).

## Filmografía

### Series
| Año  | Título                                                | Rol                   | Red       |
| ---- | ----------------------------------------------------- | --------------------- | --------- |
| 2000 | Days of Delight                                       | hija                  | MBC       |
| 2007 | Drama City] "Fine-tooth Comb"                         | pequeña participación | KBS2      |
| 2007 | Conspiracy in the Court                               | Lee Na-young          | KBS2      |
| 2007 | Drama City "North Koreans to Come Out of Hiding"      | Kwak                  | KBS2      |
| 2008 | Single Dad in Love                                    | Jo Kyung-ah           | KBS2      |
| 2008 | 2008 Hometown Legends " with NKumiho Fox nine Tails]" | Lee Seo-ok            | KBS2      |
| 2010 | The Slave Hunters                                     | Seol-hwa              | KBS2      |
| 2010 | Ang Shim Jung                                         | Min Chung-seol        | E-Channel |
| 2011 | The Thorn Birds                                       | Yang Mi-ryun          | KBS2      |
| 2011 | Pianissimo - Happy Fiction                            | TrendE                |           |
| 2011 | Kimchi Family                                         | Ji-hyun (invitada)    | jTBC      |
| 2012 | God of War                                            | Choon-shim            | MBC       |
| 2013 | Jang Ok-jung, Living by Love                          | Reina Ingyeong        | SBS       |
| 2013 | Drama Festival "More and More"                        | Geum-hong             | MBC       |
| 2015 | Miss Mamma Mia                                        | Kang Bong-sook        | KBS Drama |
| 2017 | Rebel: Thief Who Stole the People                     | Jeok Sun-ah           | MBC       |
| 2018 | Matrimonial Chaos                                     |                       | KBS2      |

### Películas
| Año  | Título                     | Rol               |
| ---- | -------------------------- | ----------------- |
| 2004 | Temptation of Wolves       | Lee Na-yoon       |
| 2005 | Love in Magic              | Gu Mi-young       |
| 2006 | APT                        | suicida           |
| 2012 | Juvenile Offender          | consejera juvenil |
| 2014 | On the Road (cortometraje) |                   |